# Hokusai Manga
O mangá Hokusai (  北斎 漫画, "Esboços de Hokusai") é uma coleção de esboços de vários temas do artista japonês Hokusai . Assuntos dos esboços incluem paisagens, flora e fauna, vida cotidiana e o sobrenatural. A palavra mangá no título não se refere ao mangá contemporâneo de contar histórias, já que os esboços no trabalho não estão conectados um ao outro. Impresso em bloco em três cores (preto, cinza e carne pálida), o Mangá compreende literalmente milhares de imagens em 15 volumes, o primeiro publicado em 1814, quando o artista tinha 55 anos . Os três volumes finais foram publicados postumamente, dois deles reunidos por seu editor. de material inédito. O volume final foi composto por trabalhos publicados anteriormente, alguns nem mesmo por Hokusai, e não é considerado autêntico pelos historiadores da arte.

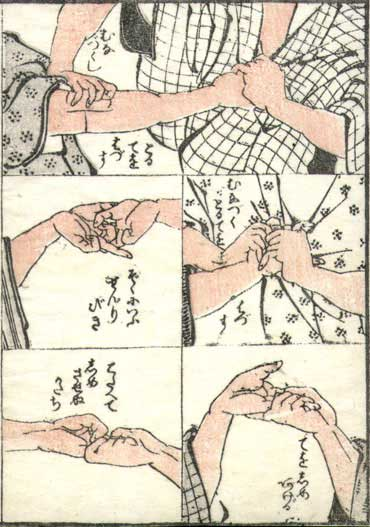
Hokusai Mangá mostrando técnicas de autodefesa (início do século XIX)

## Histórico de publicações
O prefácio do primeiro volume da obra, escrito por Hanshū Sanjin ( 半 洲 散 人 ) , um artista menor de Nagoya , sugere que a publicação da obra possa ser auxiliada pelos alunos de Hokusai. Parte do prefácio diz: 
| " | Neste outono, o mestre [Hokusai] visitou a Província Ocidental e parou em nossa cidade [Nagoya]. Todos nós reuniram-se com o pintor Gekkōtei Bokusen ( 月光亭墨僊 ) [Utamasa II, artista Nagoya bem conhecido, aluno de Hokusai, e collator de trabalho posterior de Hokusai] na residência deste último, sendo uma ocasião muito alegre. E mais de trezentos esboços de todos os tipos foram feitos - desde imortais, budas, eruditos e mulheres até pássaros, bestas, ervas e árvores, o espírito de cada um totalmente capturado pelo arbusto. | " |

O volume final é considerado falso por alguns historiadores de arte.

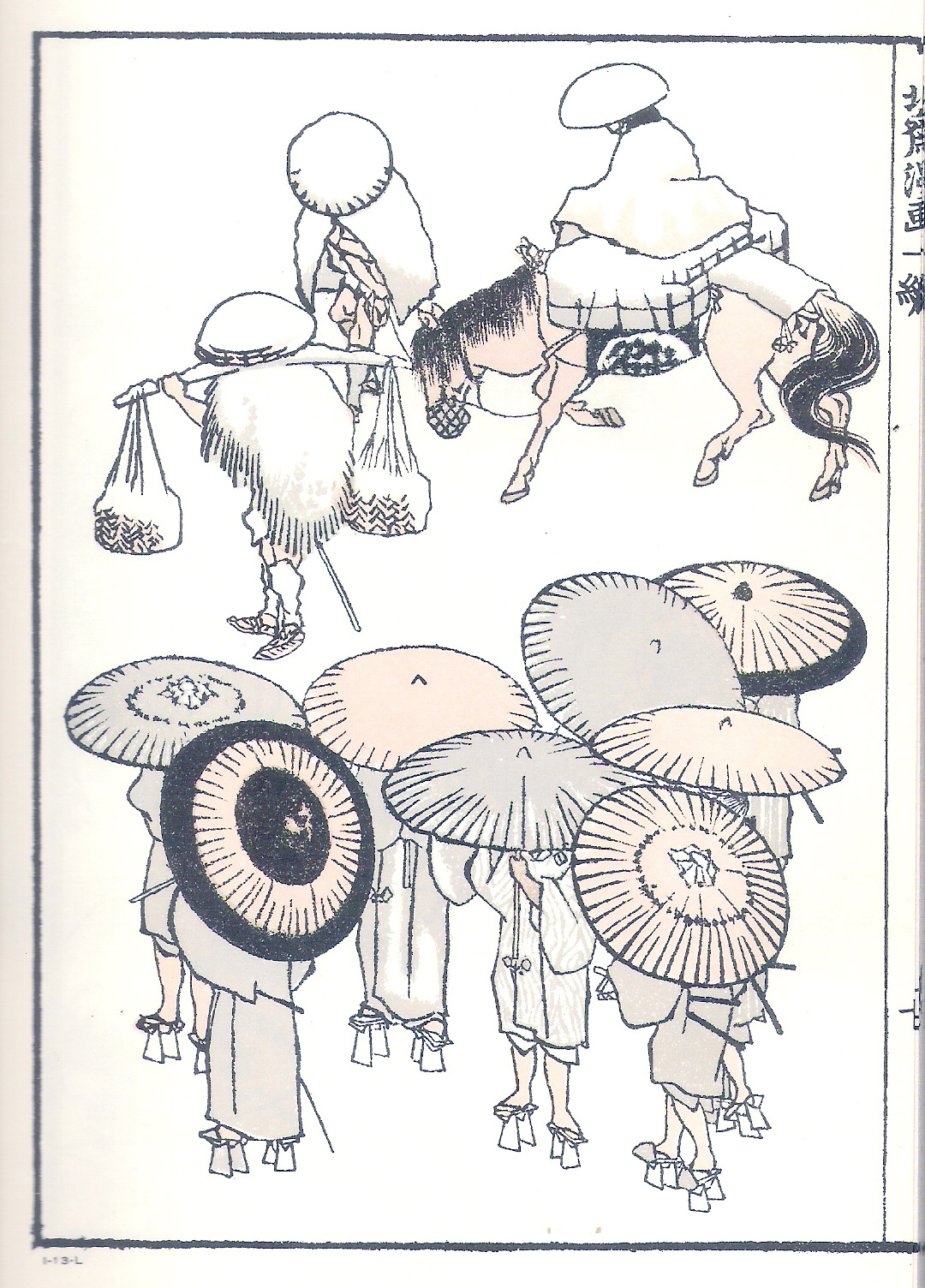
Uma página do mangá, mostrando pessoas com seus rostos escondidos